# Carposina achroana
Carposina achroana är en fjärilsart som beskrevs av Edward Meyrick 1883. Carposina achroana ingår i släktet Carposina och familjen Carposinidae. Inga underarter finns listade i Catalogue of Life.